# 谈敏
谈敏（1949年9月—），上海人，经济学博士，上海财经大学资深教授，享受国务院政府特殊津贴专家。曾任上海财经大学党委书记、校长，兼任国务院学位委员会第五届学科评议组理论经济学组召集人、中国经济思想史学会会长。

## 生平
1977年，毕业于安徽师范大学中文系。1983年，获上海财经大学经济学硕士学位。1989年，获上海财经大学经济学博士学位。1993年至1994年，在美国哥伦比亚大学作高级访问学者。1984年至2012年，历任上海财经大学经济学系副主任、校长助理、副校长、党委书记、党委书记兼校长。
2015年，凭借《回溯历史——马克思主义经济学在中国的传播前史》获第十六届孙冶方经济科学奖著作奖。